# El mil amores
El mil amores es una película mexicana de comedia musical y drama de 1954, escrita por Ernesto Cortázar, basada en una historia de Gabriel Peña, dirigida por Rogelio A. González y protagonizada por Pedro Infante, Rosita Quintana, Liliana Durán, Anita Blanch y Martha Alicia Rivas. Esta película constituye el debut cinematográfico de la actriz Begoña Palacios.

## Sinopsis
Patricia estudia en un colegio para chicas donde se burlan de ella, por que dicen que ella no tiene papá. Su madre hace pasar a un hombre llamado Viviano como su esposo y Patricia realmente empieza a creer que es su padre verdadero, pero en realidad este hombre está comprometido con otra señorita.

## Reparto
- Pedro Infante (Viviano Villarreal)
- Rosita Quintana (Carmen Zamudio)
- Joaquín Pardavé (Chabelo)
- Liliana Durán (Marilú)
- Anita Blanch (Señorita directora)
- Martha Alicia Rivas (Patricia)
- Fernando Luján (Ricardo Rodríguez)
- Ethel Carrillo (Rosaura, estudiante)
- Emma Roldán (Gertrudis, madre de Marilú)
- Conchita Gentil Arcos (Maestra)
- Roberto G. Rivera (Roque)